# Kelly Lynch
Kelly Ann Lynch (Golden Valley, 31 gennaio 1959) è un'attrice e modella statunitense.

## Biografia
Lynch nasce a Golden Valley nel Minnesota, figlia di Barbara, una ballerina moderna e di Robert Lynch, un ristoratore. Studia alla Guthrie Theater Drama School di Minneapolis, anche con Sanford Meisner. In seguito si impiega come assistente di volo. Notata in un ascensore, diventa modella a New York per la Elite Model Management, per poi tornare a dedicarsi alla recitazione. Nel 1985 ha una figlia di nome Shane, futura attrice, che cresce da single. Nel 1992 si è sposata con il produttore e scrittore Mitch Glazer. Nel 2000 interpreta il ruolo della cattiva Vivian Wood nel film di successo Charlie's Angels.

## Filmografia

### Cinema
- Portfolio, regia di Robert Guralnick (1983)
- Le mille luci di New York (Bright Lights, Big City), regia di James Bridges (1988)
- Cocktail, regia di Roger Donaldson (1988)
- La calda pioggia d'estate (Warm Summer Rain), regia di Joe Gayton (1989)
- Il duro del Road House (Road House), regia di Rowdy Herrington (1989)
- Drugstore Cowboy, regia di Gus Van Sant (1989)
- Ore disperate (Desperate Hours), regia di Michael Cimino (1990)
- La tenera canaglia (Curly Sue), regia di John Hughes (1991)
- Tre di cuori (Three of Hearts), regia di Yurek Bogayevicz (1992)
- Crimini immaginari (Imaginary Crimes), regia di Anthony Drazan (1994)
- Virtuality (Virtuosity), regia di Brett Leonard (1995)
- Il rovescio della medaglia (White Man's Burden), regia di Desmond Nakano (1995)
- Omicidio a New Orleans (Heaven's Prisoners), regia di Phil Joanou (1996)
- Mr. Magoo, regia di Stanley Tong (1997)
- Homegrown - I piantasoldi (Homegrown), regia di Stephen Gyllenhaal (1998)
- Charlie's Angels, regia di McG (2000)
- Joe Somebody, regia di John Pasquin (2001)
- The Slaughter Rule, regia di Alex Smith e Andrew J. Smith (2002)
- The Jacket, regia di John Maybury (2005)
- Kaboom, regie di Gregg Araki (2010)
- Passion Play, regia di Mitch Glazer (2010)
- Rock the Kasbah, regia di Barry Levinson (2015)
- On the Rocks, regia di Sofia Coppola (2020)

### Televisione
- Un giustiziere a New York (The Equalizer) – serie TV, episodio 2x01 (1986)
- I viaggiatori delle tenebre (The Hitchhiker) – serie TV, episodio 4x10 (1987)
- Miami Vice – serie TV, episodio 4x03 (1987)
- Fallen Angels – serie TV, episodio 2x09 (1995)
- Ally McBeal – serie TV, episodio 4x14 (2001)
- Abbandonata dal destino (Homeless to Harvard: The Liz Murray Story), regia di Peter Levin – film TV (2003)
- Cyber Seduction: His Secret Life, regia di Tom McLoughlin – film TV (2005)
- The Cleaner – serie TV, episodio 1x10 (2008)
- The L Word – serie TV, 6 episodi (2004-2009)
- 90210 – serie TV, 15 episodi (2010-2011)
- Memphis Beat – serie TV, episodio 2x08 (2011)
- Desiderio oscuro (A Dark Plan), regia di Armand Mastroianni – film TV (2012)
- Magic City – serie TV, 13 episodi (2012-2013)
- Mr. Mercedes – serie TV, 8 episodi (2017)

## Doppiatrici italiane
Nelle versioni in italiano delle opere in cui ha recitato, Kelly Lynch è stata doppiata da:
- Roberta Paladini in Cocktail, 90210
- Rossella Izzo in Drugstore Cowboy, Il duro del Road House
- Silvia Pepitoni ne La tenera canaglia
- Alessandra Cassioli in Omicidio a New Orleans
- Cinzia De Carolis in Mr. Magoo
- Tatiana Dessi in The L Word
- Tiziana Avarista in The Jacket
- Anna Cesareni in Magic City
- Daniela D'Angelo in Rock the Kasbah